# Defensa del parque de artillería de Monteleón
La Defensa del parque de artillería de Monteleón durante el Levantamiento del 2 de mayo en Madrid es una obra de Joaquín Sorolla y Bastida pintada al óleo sobre lienzo con unas dimensiones de 400 x 580 cm. Está datada en el año 1884 y, siendo propiedad del Museo del Prado, actualmente se conserva en depósito en la Biblioteca Museo Víctor Balaguer de Villanueva y Geltrú en Barcelona.

## Historia
La obra se encuentra firmada y datada en el ángulo inferior izquierdo; "Sorolla, Valencia, 1884" y el maestro valenciano la creó expresamente para presentarla en la Exposición Nacional de Bellas Artes de 1884.
Algo decepcionado por diversos fracasos con sus obras presentadas en otras exposiciones, Sorolla decidió en esta ocasión hacer un cuadro monumental (4m x 5,80m en vez de los 4m x 3m habituales), ciñéndose además estrictamente a la temática histórico-dramática tan en boga por aquellos tiempos. La obra obtiene una gran acogida y de ella se dicen cosas tales como: "El sublime furor de un pueblo libre contra el invasor que intenta esclavizarlo" o "...soberbios de valentía y valor", aunque también recibe algunas críticas que le achacan una teatralidad excesiva al gesto y la pose de Velarde.
En cualquier caso, la obra recibió el segundo premio de la Exposición, lo que fue de gran ayuda a Sorolla, pues gracias a ello comenzó a adquirir prestigio y reconocimiento. Y es que según un comentario que él mismo hizo: “Aquí, para darse a conocer y ganar medallas, hay que hacer muertos.”

## Descripción y características
El cuadro representa la defensa del Parque de artillería de Monteleón durante el Levantamiento del 2 de mayo en Madrid. La defensa estuvo comandada por los oficiales Luis Daoíz y Pedro Velarde y son los personajes que dominan el centro de la composición.
En un suelo repleto de cadáveres, apoyado en la rueda de un cañón y mortalmente herido por un disparo, se encuentra Velarde, mientras que Daoíz, de pie y sable en mano, intenta organizar la resistencia. A sus espaldas, envueltos en la bruma y el humo de la batalla, hombres y mujeres de toda clase y condición salen por la puerta del parque de Monteleón para enfrentarse a los franceses. En total, son más de 30 personajes los que componen la escena que está representada con un gran realismo y un profundo dramatismo.
Sorolla emplea una pincelada rápida y empastada para plasmar con genial maestría el ambiente oscuro y tenebroso de una batalla, a pesar de desarrollarse al aire libre y a plena luz del día. Sin duda, en esta obra de sus primeros años, ya se comienza a vislumbrar la genialidad del maestro valenciano.